# Джерело № 4 (Верхній Бистрий)
Джерело № 4 — гідрологічна пам'ятка природи місцевого значення. Об'єкт розташований на території Міжгірського району Закарпатської області, с. Верхній Бистрий, біля санаторію «Менчул».
Площа — 1 га, статус отриманий у 1984 році (Рішення Закарпатського облвиконкому від 23.10.1984 р. № 253).
Створена з метою збереження джерела мінеральної води та прилеглої території. Вода вуглекисла, хлоридно-гідрокарбонатно-натрієво-кальцієва. Загальна мінералізація - 4,6 г/л. Мікроелементи - марганець. Для лікування захворювань органів травлення.